# Kłara Łuczko
Kłara Stiepanowna Łuczko (ros. Клара Степановна Лучко, ur. 1 lipca 1925 we wsi Czutowe (Ukraińska SRR), zm. 26 marca 2005 w Moskwie) – radziecka i rosyjska aktorka filmowa. Żona aktora Siergieja Łukjanowa. Pochowana na Cmentarzu Nowodziewiczym w Moskwie.

## Filmografia
- 1948: Czarodziej sadów (Мичурин), reż. Ołeksandr Dowżenko
- 1948: Młoda gwardia (Молодая гвардия), reż. Siergiej Gierasimow
- 1948: Trzy spotkania (Три встречи), reż. Aleksandr Ptuszko, Wsiewołod Pudowkin, Siergiej Jutkiewicz
- 1949: Wesoły jarmark (Кубанские казаки), reż. Iwan Pyrjew
- 1950: Donieccy górnicy (Донецкие шахтёры), reż. Leonid Łukow
- 1953: Odzyskane szczęście (Возвращение Василия Бортникова), reż. Wsiewołod Pudowkin
- 1954: Wielka rodzina (Большая семья), reż. Josif Chejfic
- 1962: Dom na rozstajach (На семи ветрах), reż. Stanisław Rostocki
- 1973: Dacza (Дача), reż. Konstantin Woinow
- 1973: Karnawał (Карнавал), reż. Tatiana Lioznowa
- 1981: Biedna Masza (Бедная Маша), reż. Nikołaj Aleksandrowicz

## Nagrody i odznaczenia
- Nagroda Stalinowska (1951)
- Order „Znak Honoru” (1951)
- Złota Palma dla najlepszej aktorki (1955)
- Ludowy Artysta ZSRR (1985)
- Order „Za zasługi dla Ojczyzny” IV Klasy (2000)